# Бабінчук Ігор Дмитрович
Ігор Дмитрович Бабінчук (нар. 5 листопада 1954, Зима, Іркутська область, РРФСР) — український футбольний тренер.

## Життєпис
Народився в місті Зима Іркутської області, проте незабаром після цього разом з родиною повернувся до Станиславова. У 1976 році закінчив з відзнакою Педагогічний інститут у Тернополі. У 1978 році грав за аматорський колектив «Буревісник» (Тернопіль). Під час навчання захищав кольори студентської команди, у складі якої 1979 році завоював бронзові медалі чемпіонату УРСР серед аматорських команд. У 1986 році приєднався до тренерського штабу тернопільської «Ниви», а в 1990 році перейшов на посаду технічного директора тернопільського клубу. Потім допомагав тренувати запорізьке «Торпедо» й дніпропетровське «Дніпро». У сезоні 2001/02 років працював скаутом з пошуку юних талантів у львівських «Карпатах». У липні 2002 року прийняв запрошення від В'ячеслава Грозного приєднатися до тренерського штабу київського «Арсеналу». У листопаді 2005 року виконував обов'язки головного тренера «Арсеналу», після чого продовжив роботу в тренерському штабі київського клубу. У лютому 2010 року разом з Олександром Заваровим залишив клуб. З 23 грудня 2011 року по 9 квітня 2012 року допомагав Леоніду Буряку тренувати «Олександрію».